# Карраскаль-де-Баррегас
Карраскаль-де-Баррегас (ісп. Carrascal de Barregas) — муніципалітет в Іспанії, у складі автономної спільноти Кастилія-і-Леон, у провінції Саламанка. Населення — 929 осіб (2010).
Муніципалітет розташований на відстані близько 180 км на захід від Мадрида, 8 км на захід від Саламанки.
На території муніципалітету розташовані такі населені пункти: (дані про населення за 2010 рік)
- Баррегас: 24 особи
- Кабрасмалас: 11 осіб
- Кальсаділья-де-ла-Вальмуса: 4 особи
- Карраскаль-де-Баррегас: 40 осіб
- Кубіто: 0 осіб
- Ла-Естасьйон: 0 осіб
- Фрагуас: 6 осіб
- Гольпехера: 1 особа
- Мегрільян: 5 осіб
- Монтальво-Куарто: 0 осіб
- Монтальво-Сегундо: 2 особи
- Монтальво-Терсеро: 16 осіб
- Моралес: 3 особи
- Паласіо-Лопес-Родрігес: 0 осіб
- Паласіо-Вільялонес: 0 осіб
- Портерос: 0 осіб
- Родільйо: 0 осіб
- Санаторіо-Мартінес-Анідо: 0 осіб
- Торресілья-де-Міранда: 2 особи
- Пеньясолана-лос-Монтальвос: 784 особи
- Торресілья-де-ла-Вальмуса: 0 осіб
- Урбанісасьйон-Оасіс-Гольф: 31 особа

## Демографія
Динаміка населення (INE ):

## Зовнішні посилання
- Провінційна рада Саламанки: індекс муніципалітетів [Архівовано 23 квітня 2009 у Wayback Machine.]
- Посилання на Google Maps